# وارمانتوویتسه
وارمانتوویتسه (به لاتین: Warmątowice) یک روستا در لهستان است که در گمینا ستژلتسه اوپولسکیه واقع شده‌است. وارمانتوویتسه ۶۵۳ نفر جمعیت دارد.